# Leonard H. Ehrlich
Leonard H. Ehrlich (* 2. April 1924 in Wien; † 8. Juni 2011 in Hingham, MA, USA) emigrierte 1939 in die Vereinigten Staaten und lehrte seit 1956 Philosophie und seit 1981 zusätzlich Judaic Studies an der University of Massachusetts at Amherst.

## Leben
Leonard H. Ehrlich besuchte in Wien zunächst die allgemeine Volksschule und dann das jüdische Chajes-Realgymnasium. Bald nach dem Anschluss Österreichs ans Deutsche Reich wurde den jüdischen Kindern der Schulbesuch verboten. Mit anderen trat Ehrlich in eine zionistische Ausbildungsstätte ein, die die Jugendlichen auf die Emigration nach Palästina vorbereiten sollte. Gerade noch rechtzeitig vor dem Kriegsausbruch 1939 erhielten seine Eltern und er Ausreisevisa in die USA.
Nach Beendigung der Schulausbildung in den USA wurde Leonard H. Ehrlich in die US Army eingezogen. 1944 heiratete er Edith Schwarz, ebenfalls eine Emigrantin aus Wien, die er schon aus der Schulzeit kannte. Bald danach begann die Invasion in der Normandie und Ehrlich diente als Sanitäter an der Front in Frankreich, Deutschland und Österreich.
Von 1948 bis 1951 studierten Leonard und Edith Ehrlich in Basel bei Karl Jaspers. An der Yale University schlossen sie ihre Studien mit dem Ph.D. ab – Edith Ehrlich in Germanistik, Leonard H. Ehrlich in Philosophie mit einer Arbeit zu Jasper's Philosophy of Science.
Seit 1956 lehrte Leonard H. Ehrlich Philosophie und seit 1981 zusätzlich Judaic Studies an der University of Massachusetts Amherst. Mehrere Gastsemester lehrte er auch an verschiedenen deutschen Universitäten. 1988 wurde er auf die Franz-Rosenzweig-Gastprofessur an der Universität Kassel berufen. Ende 2010 fand ihm zu Ehren ein Symposion der Karl Jaspers Society of North America statt, deren Mitbegründer und langjähriger Vorsitzender er war. Am 8. Juni 2011 verstarb Leonard H. Ehrlich in Hingham, MA, USA.

## Wirken
Leonard H. Ehrlich gehört zu den bedeutendsten Vertretern der Existenzphilosophie im anglo-amerikanischen Sprachraum. Er war Mitbegründer und langjähriger Vorsitzender der Internationalen Karl-Jaspers-Gesellschaft. Zusammen mit seiner Frau Edith Ehrlich hat er mehrere Werke von Jaspers ins Englische übersetzt. Mit seinen philosophischen Arbeiten zu Karl Jaspers, Franz Rosenzweig, Paul Tillich und – etwas kritischer – zu Martin Heidegger hat er maßgeblich zur Diskussion der Existenzphilosophie in den USA beigetragen. Ein weiterer Schwerpunkt seiner Forschungen sind die Judaic Studies, in denen es ihm besonders um die kulturgeschichtliche Erforschung des europäischen Judentums sowie um eine Sichtbarmachung der Folgen von dessen Zerstörung geht.

## Schriften
- Karl Jaspers: Philosophy as Faith (Jaspers Studies, I), Amherst 1975.
- Karl Jaspers Today: Philosophy at the Threshold of the Future (Hrsg. mit R. Wisser), Washington 1988.
- Karl Jaspers: Philosopher among Philosophers – Philosoph unter Philosophen (Hrsg. mit R. Wisser), Würzburg/Amsterdam 1993.
- Fraglichkeit der jüdischen Existenz. Philosophische Untersuchungen zum modernen Schicksal der Juden, Verlag Karl Alber (Fermenta philosophica), Freiburg/München 1993. ISBN 3-495-47750-0.
- Karl Jaspers. The Great Philosophers (Hrsg. mit M. Ermarth; übers. mit Edith Ehrlich), Bd. III u. IV, New York 1993 und 1994.
- Karl Jaspers: Philosophy on the Way to „World Philosophy“ (Hrsg. mit R. Wisser), Würzburg/Amsterdam 1998.
- Karl Jasper' Philosophie: Gegenwärtigkeit und Zukunft, Würzburg 2003.
- (mit Edith Ehrlich) Choices under the Duress of the Holocaust. Vol. 1: Vienna. Vol 2: Theresienstadt, in press.
- Als jüdischer Gastprofessor in Kassel, in: Prisma 43 (Dezember 1989), Kassel 1989.
- Frühe Erlebnisse, spätere Tatsachen. Eindrücke meiner Kindheit in Wien, in: Wolfdietrich Schmied-Kowarzik (Hrsg.): Vergegenwärtigungen des zerstörten jüdischen Erbes. Franz-Rosenzweig-Gastvorlesungen Kassel 1987–1998, Kassel 1997, ISBN 3-7281-2518-0.